# Lycée français de Pondichéry
Le lycée français international de Pondichéry est un lycée français à l'étranger, situé à Pondichéry en Inde.

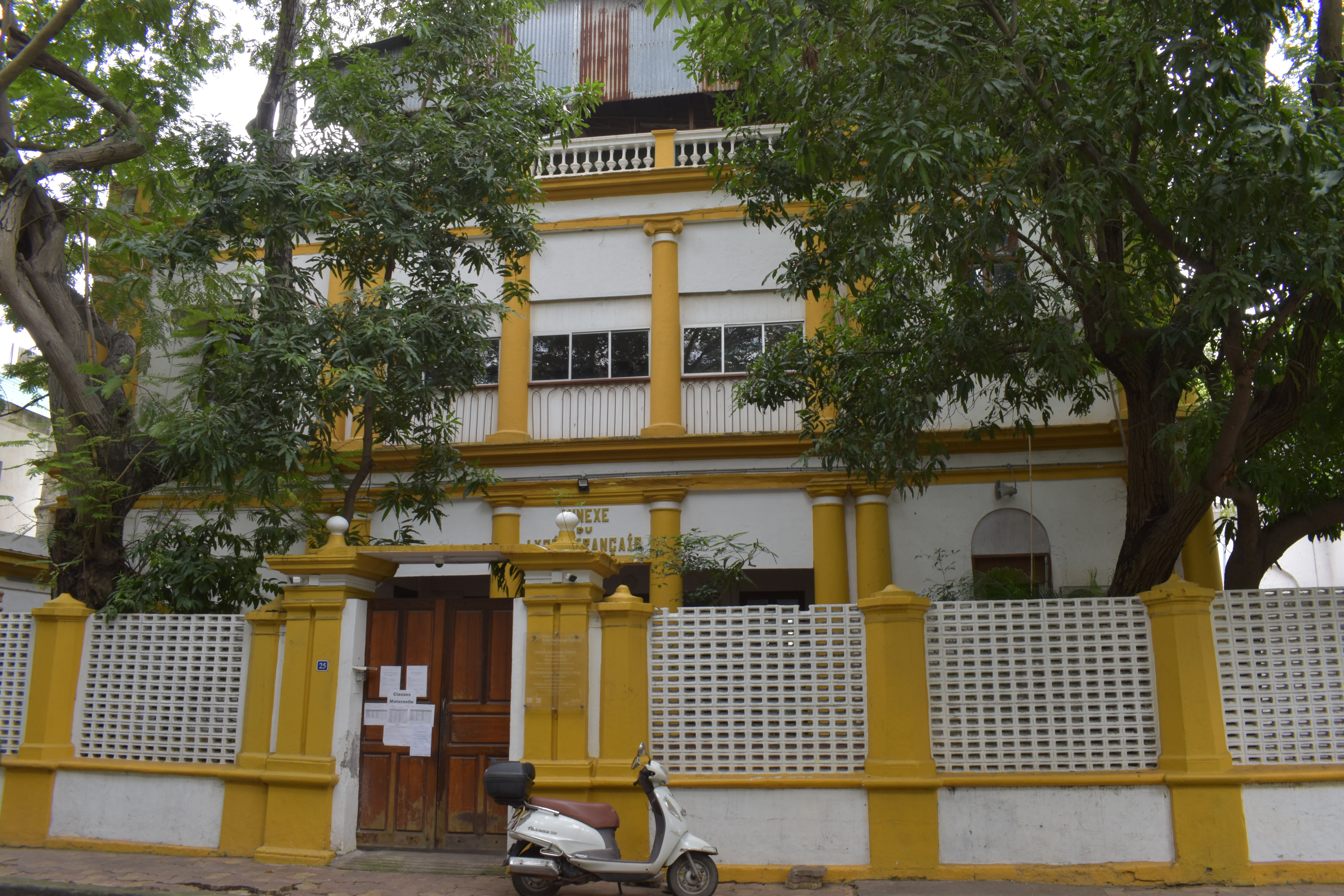
Bâtiment annexe.

## Historique
Plus important établissement de ce type en Asie, il fut créé le 26 octobre 1826 sur l'ordre du gouverneur de Pondichéry, Eugène Panon Desbassyns de Richemont. Il remplaçait alors une "école de la mission" qui, moribonde, était tenue par d'anciens missionnaires jésuites. Il accueille aujourd'hui environ 500 élèves de la maternelle à la terminale.
Le lycée, baptisé "Collège Royal" à sa création, se destinait à l'éducation de la classe blanche[Quoi ?] et métisse. L'enseignement fut confié à des professeurs d'université, donc à des laïcs. Son enseignement incluait des cours de tamoul et d'hindoustani. Il avait été installé dans une maison en location rue de la Monnaie (l'actuel 12 rue Victor Simonel) qui fut ensuite acquise par les autorités coloniales. Puis elle fut agrandie par deux fois (en 1843 et 1849-1850). Le Lycée français occupe toujours cet immeuble qui possède l'une des plus belles cours anciennes de la ville. C'est un très bel et assez rare exemple d'architecture coloniale française en Inde.
Pourtant, les débuts de l'enseignement laïc en Inde furent très modestes (40 élèves en 1834), principalement à cause de la méfiance de la société coloniale. L'enseignement fut donc rendu aux Missions étrangères de Paris en 1846. Elles le conservèrent jusqu'en 1899. En 1948, le collège royal est transformé en collège national.
Jawaharlal Nehru visita l'établissement où il prononça ces mots d'espoir et de fraternité : « Pondichéry, fenêtre ouverte sur la France ». Le collège devint Le lycée français en 1972.
Les autres anciens établissements d'enseignement primaire et secondaire de Pondichéry, avec le français comme langue principale d'enseignement, ont disparu : École des Sœurs de Saint-Joseph de Cluny, Petit séminaire (1844), Collège Calvé (Mission street, 1875). De même, les Écoles indiennes à programme français (EIPF) ont disparu. Seule demeure sans doute une section francophone à l'ashram de Sri Aurobindo.

## Rentrée 2018
À la rentrée 2018, les élèves du primaire ont pu bénéficier d'un bâtiment entièrement neuf, construit dans l'enceinte du bâtiment historique. Ce nouveau bâtiment peut abriter 6 classes pour un effectif total de 130 élèves. Toutes les salles disposent de l’air conditionné et d’une acoustique particulièrement optimisée pour donner un confort d’apprentissage optimal. En parallèle de cette construction, 9 autres classes ont été totalement rénovées ainsi que le centre de documentation de l’établissement.
La rentrée des classes a eu lieu le 21 août.
L’AEFE a financé l’ensemble de ces travaux pour un montant total de 1 300 000 €.
Pour mettre en place la politique “Deux cultures, Quatre langues”, l'établissement est devenu Lycée international à/de Pondichéry.

### Les proviseurs
- depuis la rentrée 2024 : Brahim Oualli[1]
- 2021-2024 : Jean Marie Yhuel
- 2016 -2021 : Stephan Madrias[2].
- 2013-2016 : Aline Charles[3].
- 2008-2013 : Éric Compan (depuis 2019 directeur de l'Alliance française de La Paz en Bolivie)
- 2003-2008 : Guy Vandendriessche[4].
- 1999-2003 : Éric Douçot (adjoint : Michel Irrmann)[5].
- années 1990 : Jean-Pierre Tosser, Jean-Claude Cuinat-Guerraz
- années 1980 : Jean-Pierre Sautel

### Sources et bibliographie
- Mélanie Albertelli, « Panorama de l’enseignement du français à Pondichéry », Lettre du CIDIF, nos 32/33,‎ octobre 2005 (lire en ligne, consulté le 3 novembre 2015)
- (en) « School pact opens window to French education », The Times of India,‎ 8 novembre 2014 (OCLC 23379369, lire en ligne, consulté le 3 novembre 2015)

### Annexe
D'anciens élèves du lycée, résidant maintenant en France dans l'Essonne, passionnés de cricket, y ont créé, dans la ville de Morangis, un club, le Lycée Français de Pondichéry Morangis Cricket Club (LFPMCC)